# The Battle of Evermore
Pistes de Led Zeppelin IV
Rock and Roll
(2) Stairway to Heaven
(4)
The Battle of Evermore est une chanson folk jouée à la guitare acoustique et à la mandoline par le groupe  britannique Led Zeppelin, apparaissant sur leur quatrième album, (Led Zeppelin IV), sorti en 1971. La mélodie de cette chanson fut écrite par le guitariste Jimmy Page à Headley Grange, lorsqu'il expérimentait sur la mandoline du bassiste John Paul Jones.
Robert Plant sentit qu'elle nécessitait une autre voix pour raconter l'histoire. Il fit donc appel à la chanteuse folk Sandy Denny, ex-Fairport Convention, pour chanter en duo avec lui sur l'album. Plant joue le rôle du narrateur et Sandy représente le crieur public. Sandy fut créditée dans le livret avec son propre symbole, trois triangles pointe en bas se touchant par un sommet. Il s'agit de la seule chanson de Led Zeppelin enregistrée avec une voix extérieure au groupe.
Lors de leurs concerts en 1977, le chant de Sandy et le jeu de guitare étaient exécutés par John Paul Jones alors que la mandoline était jouée par Jimmy Page.
Cette chanson a été reprise par le groupe Lovemongers (déclinaison du groupe Heart des sœurs Wilson) sur la bande sonore de 1992 du film Singles de Cameron Crowe  ainsi que sur leur album Alive in Seattle en 2003 et par Arjen Anthony Lucassen sur son disque Lost in the New Real en 2012. Robert Plant et Jimmy Page eux-mêmes l'ont repris avec la voix de Najma Akhtar sur l'album No Quarter: Jimmy Page and Robert Plant Unledded produit en 1994. Puis Robert Plant l'a repris lui aussi avec Alison Krauss en 2008 en concert.